# Доксазозин
Доксазозин (англ. Doxazosin, лат. Doxazosinum) — синтетичний антигіпертензивний препарат, що належить до групи альфа-адреноблокаторів, та є похідним піперазину і хіназоліну. Доксазозин застосовується перорально. Доксазозин уперше запатентований компанією «Pfizer» на межі 1979 і 1980 років, та застосовується у клінічній практиці з 1990 року.

## Фармакологічні властивості
Доксазозин — синтетичний лікарський препарат, що належить до групи альфа-адреноблокаторів. Механізм дії препарату полягає у селективному блокуванні постсинаптичних α1-адренорецепторів, що призводить до усунення дії α-адреностимулюючих гормонів (катехоламінів) на судини. Наслідком цього є розширення периферичних судин, зниження периферичного опору судин та зниження артеріального тиску. Доксазозин також сприяє зменшенню гіпертрофії лівого шлуночка, зниженню агрегації тромбоцитів та активації плазміногену. Доксазозин сприяє також зниженню резистентності до інсуліну, зниженню ліпопротеїнів низької щільності, тригліцеридів та загального холестерину. Доксазозин початково застосовувався для лікування артеріальної гіпертензії, проте пізніше встановлено, що він погіршує перебіг серцево-судинних захворювань і збільшує ризик розвитку застійної серцевої недостатності, що призвело до зниження призначення препарату при артеріальній гіпертензії та серцево-судинних захворюваннях. Доксазозин також спричинює розслаблення гладеньких м'язів простати і її капсули, а також шийки сечового міхура, наслідком чого є зменшення опору і тиску в сечових шляхах. Унаслідок цього доксазозин застосовується при гіперплазії передміхурової залози.

### Фармакокінетика
Доксазозин швидко та добре всмоктується у шлунково-кишковому тракті, біодоступність препарату складає 65 %. Максимальна концентрація доксазозину в крові досягається протягом 2—3 годин після прийому препарату. Препарат майже повністю (на 98 %) зв'язується з білками плазми крові. Доксазозин проникає через плацентарний бар'єр та в незначній кількості виділяється в грудне молоко. Метаболізується препарат у печінці з утворенням неактивних метаболітів. Виводиться доксазозин із організму переважно із калом, незначна частина препарату виводиться із сечею. Період напіввиведення доксазозину становить 22 години, при нирковій та печінковій недостатності цей час може збільшуватися.>

## Покази до застосування
Доксазозин застосовують для лікування гіпертонічної хвороби та при доброякісній гіперплазії передміхурової залози.

## Побічна дія
При застосуванні доксазозину найчастішими побічними ефектами є ортостатична артеріальна гіпотензія, яка виникає при прийомі препарату в стоячому положенні, тахікардія, задишка, набряки нижніх кінцівок. Іншими побічними ефектами препарату є:
- Алергічні реакції — шкірний висип, свербіж шкіри, закладеність носа, гарячка, бронхоспазм, задишка, алопеція, підвищена пітливість.
- З боку травної системи — нудота, діарея або запор, блювання, сухість у роті, метеоризм, гепатит, жовтяниця.
- З боку нервової системи — головний біль, запаморочення, швидка втомлюваність, парестезії, депресія, галюцинації, сонливість або безсоння, тривожність, порушення сприйняття, шум у вухах, порушення зору.
- З боку сечостатевої системи — почащення сечопуску, нетримання сечі, гематурія, цистит, пріапізм, зниження потенції, гінекомастія.
- Інші побічні ефекти — носова кровотеча, артралгії, подагра, збільшення маси тіла, біль у грудній клітці.
- Зміни в лабораторних показниках — лейкопенія, тромбоцитопенія, підвищення активності ферментів печінки у крові.

## Протипоказання
Доксазозин протипоказаний при підвищеній чутливості до препарату та інших похідних хіназоліну, артеріальній гіпотензії, обструкції сечових шляхів (у тому числі із наявністю каменів сечових шляхів), хворим із хронічними інфекціями сечових шляхів, обструкції стравоходу або інших органів шлунково-кишкового тракту, вагітності та годуванні грудьми, особам у віці до 18 років.

## Форми випуску
Доксазозин випускається у вигляді таблеток по 0,001; 0,002; 0,004 і 0,008 г.